# Lovelace (Mondkrater)
Lovelace ist ein Einschlagkrater auf der Mondrückseite nahe dem Mondnordpol. Er liegt nördlich des ungefähr gleichgroßen Kraters Froelich. Die Wände des Kraters sind terrassiert, das Innere ist relativ eben mit einem ausgeprägten Zentralberg.
Etwa 50 km östlich liegt auf gleicher Breite der Nebenkrater Lovelace E.
| Buchstabe | Position           | Durchmesser | Link |
| --------- | ------------------ | ----------- | ---- |
| E         | 82,04° N, 96,65° W | 21 km       |      |

Der Krater wurde 1970 von der IAU nach dem US-amerikanischen Arzt und Raumfahrtmediziner William Randolph Lovelace II benannt.